# Maïk Darah
Marie-Christine Darah, dite Maïk Darah, est une actrice et directrice artistique française, née le 7 février 1954 à Pantin (Seine).
Active notamment dans le doublage (plusieurs milliers de doublages à son actif), elle est une grande dame de la postsynchronisation. Elle est la voix française régulière de Whoopi Goldberg, Angela Bassett, Viola Davis et Queen Latifah, ainsi qu'une voix récurrente de Madonna, Courteney Cox, Pam Grier, Jenna Elfman, Alfre Woodard, Adina Porter, Rae Dawn Chong, Joie Lee, Halle Berry et CCH Pounder.
Au sein de l'animation, elle est aussi connue pour être la voix de Shenzi dans Le Roi Lion, de Loïs Griffin et de Tricia Takanawa dans la série Les Griffin, de Francine Smith dans American Dad! ainsi que celle de Rem dans l'anime Death Note, entre autres.
Elle est également la voix des Argoniennes et des Khajiits dans le jeu The Elder Scrolls IV: Oblivion.
En 2021, elle participe au projet de Laylow, L'Étrange Histoire de Mr. Anderson, où elle prête sa voix à la mère du rappeur.

## Biographie
Née d'une mère française et d'un père togolais, elle joue entre 9 et 12 ans dans des opérettes au théâtre du Châtelet. Puis elle entre à l'école de la danse de l'Opéra de Paris, de 12 à 15 ans. À 15 ans, elle prend des cours de théâtre. Avec le baccalauréat à mi-temps, elle enchaîne tournages, théâtre, cours de chant et de danse africaine, classique, de jazz et de claquettes. L'un de ses premiers rôles est dans le feuilleton Huit, ça suffit !.
Son autre passion est la chanson. En 1996, elle est choisie par Sergine Boutrin (chorégraphe, styliste) pour participer à la Fête de la Liberté en Guyane, à Cayenne, dans le cadre de la commémoration de l'abolition de l'esclavage. Elle a également présenté au Théâtre 13, à Paris, Caresses…de la voix à l'âme, un spectacle musical dans lequel elle interprétait une douzaine de titres, accompagnée par une pianiste et un violoncelliste. Son répertoire a été écrit spécialement pour elle, à l’exception de quelques titres comme Avec le temps de Léo Ferré et un standard de Billie Holiday, Easy Living. Depuis on l'a retrouvé dans Kibélé en 2004. Enfin, elle interprète depuis le 9 mai 2008 la grande sœur du chanteur Jann Halexander dans le spectacle mélangeant théâtre et chanson Rendez-vous secret et interprète notamment une de ses chansons phares Tous les dimanches, sur le thème de la pédophilie (elle s'inspire de sa propre enfance). Elle revient en juin 2009 avec un album intitulé Les plus belles chansons de Maïk Darah. Depuis le 24 août 2009, elle est la voix-off de l'émission radio Camille Combal et son orchestre sur Virgin Radio de 17h à 20h.
En 1999, Maïk Darah confie lors d'une interview que c'est la chanteuse Madonna, à qui elle prête déjà sa voix dans Dick Tracy (1990), In Bed with Madonna (1991), Ombres et Brouillard (1992) et Une équipe hors du commun (1992), qui l'impose pour la doubler en version française dans Body (1993). Les deux femmes ont d'ailleurs eu l'occasion de se rencontrer.

## Théâtre
- Eugène le Mystérieux, théâtre du Châtelet
- Méditerranée, Valses de Vienne
- Héliogabale, mise en scène de Jean Négroni
- Les Personnages, mise en scène de Jo Berechet - Espace Cardin
- Liquide Théâtre, mise en scène de Jo Berechet - Espace Cardin
- Dieu nous l'a donné, mise en scène d'Yvan Labéjof
- Passion Noire, mise en scène de Pierrette David
- Les Gouverneurs, mise en scène de Benjamin Jules-Rosette
- Yerma, mise en scène d'Éric Nonn
- L'Amour foot, mise en scène de Robert Lamoureux
- 2000 : Femmes entre parenthèses, mise en scène d'Armel Veilhan, théâtre le Proscenium
- 2009 : Les Précieuses ridicules, mise en scène de Jean-Paul Bouron, théâtre Nouvelle-France, Le Chesnay
- 2011 : Les Dégourdis du 101e, mise en scène de Jean-Paul Bouron, La Grande Scène du Chesnay
- 2013 : Pot pourri !, mise en scène Alan Aubert-Carlin, Bouffon Théâtre

## Filmographie

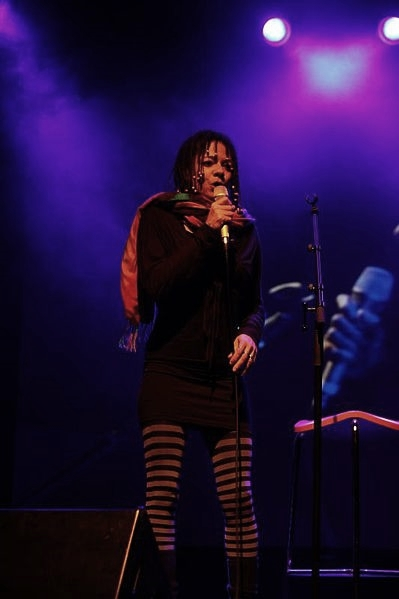
Maïk Darah aux Y'a bon Awards en 2009.

### Cinéma
- 1970 : Mourir d'aimer d'André Cayatte
- USA de Mosco Bosco
- Les Aventures de Samba et Bouboune de Jacques Scandelari
- 1980 : Cauchemar de Noël Simsolo
- 1983 : L'Été de nos quinze ans de Marcel Jullian : Prune
- 1985 : La Baston de Jean-Claude Missiaen
- 1986 : Taxi Boy d'Alain Page : Martine
- 2000 : Antilles sur Seine de et avec Pascal Légitimus : Edf-Gdf
- 2015 : Naméo et le Messager de Albert Jaonison : Général Amanda Marcus
- 2023 : L'histoire racontée par des chaussettes : le film de Dédo et Yacine Belhousse : Rosa Parks

### Télévision
- Toute la bande de Pierre Sissier
- 1972 : L'Atlantide de Jean Kerchbron : Tanit Zerga
- 1977 : Impressions d'Afrique de Jean-Christophe Averty : Sirdah
- Les Tours de nuages de Raoul Sangla
- L'Escale imprévue de Renée Darbon
- 1983 : Hôtel de police (épisode Le protecteur) d'Emmanuel Fonlladosa
- 1989 : Drôle d'histoire : Part à deux d'Emmanuel Fonlladosa
- 1991 : Nestor Burma, épisode Pas de bavards à la Muette de Henri Helman : l'aide-soignante
- 1993 : Le JAP de Frank Apprédéris
- 1997 : Commandant Nerval de Henri Helman
- 1998 : Docteur Sylvestre, épisode Premières ex-aequo de Christiane Leherissey : Gil
- 2012 : On n'demande qu'à en rire : Whoopi Goldberg, sketch de Shirley Souagnon

## Doublage
Les dates en italique correspondent aux sorties initiales des films dont Maïk Darah a assuré le redoublage.

### Cinéma

#### Films
- Whoopi Goldberg dans (43 films) :
  - La Pie voleuse (1987) : Bernice Rhodenbarr
  - Beauté fatale (1987) : Rita Rizzoli
  - Allo, je craque (1988) : Vashti Blue
  - Le Secret de Clara (1988) : Clara Mayfield
  - Voyageurs sans permis (1989) : Eddie Cervi
  - Ghost (1990) : Oda Mae Brown
  - La télé lave plus propre (1991) : Rose Schwartz
  - Sister Act (1992) : Deloris Van Cartier/Sœur Mary Clarence
  - Sister Act, acte 2 (1993) : Deloris Van Cartier/Sœur Mary Clarence
  - Made in America (1993) : Sarah Mathews
  - Naked in New York (1993) : Tragedy Mask
  - Corrina, Corrina (1994) : Corrina Washington
  - Les Chenapans (1994) : la mère de Buckwheat
  - Star Trek : Générations (1994) : Guinan
  - Avec ou sans hommes (1995) : Jane Deluca
  - Theodore Rex (1995) : Katie Coltrane
  - Moonlight et Valentino (1995) : Sylvie Morrow
  - Eddie (1996) : Edwina « Eddie » Franklin
  - Bogus (1996) : Harriet
  - L'Associé (1996) : Laurel Ayres
  - Les Fantômes du passé (1996) : Myrlie Evers
  - La Reine des vampires (1996) : une patiente de l'hôpital
  - In and Out (1997) : Whoopi Goldberg
  - Sans complexes (1998) : Delilah Abraham
  - Aussi profond que l'océan (1999) : Candy Bliss
  - Une vie volée (1999) : Valérie Owens
  - Les Aventures de Rocky et Bullwinkle (2000) : la juge
  - Sac d'embrouilles (2000) : Cléo
  - Cash Express (2001) : Vera Baker
  - Monkeybone (2001) : la Mort
  - Kingdom Come (2001) : Raynelle Slocomb
  - Star Trek : Nemesis (2002) : Guinan
  - P'tits Génies 2 (2004) : Whoopi Goldberg
  - Zig Zag, l'étalon zébré (2005) : Franny (voix)
  - Les Copains des neiges (2008) : Miss Mittens, l'himalayen (voix)
  - Les Couleurs du destin (2010) : Alice Adrose
  - Les Muppets, le retour (2011) : Whoopi Goldberg
  - Ninja Turtles (2014) : Bernadette Thompson
  - Top Five (2014) : Whoopi Goldberg
  - 11 septembre (2017) : Metzie
  - Pas si folle (2018) : Lola
  - Emmett Till (2022) : Alma Carthan
  - Ezra (2023) : Jayne
- Angela Bassett dans (15 films) :
  - Malcolm X (1992) : Dr Betty Shabazz
  - Un vampire à Brooklyn (1992) : Rita Veder
  - Strange Days (1995) : Lornette « Mace » Mason
  - Contact (1997) : Rachel Constantine
  - Green Lantern (2011) : Amanda Waller
  - Jumping the Broom (2011) : Mme Watson
  - La Chute de la Maison-Blanche (2013) : Lynne Jacobs
  - Survivor (2015) : Maureen Crane
  - La Chute de Londres (2016) : Lynne Jacobs
  - Black Panther (2018) : Ramonda
  - Mission impossible : Fallout (2018) : Erika Sloane
  - Nos vies après eux (2019) : Carol Walker
  - Black Panther: Wakanda Forever (2022) : Ramonda
  - La Demoiselle et le Dragon (2024) : Lady Bayford
  - Mission: Impossible - The Final Reckoning (2025) : Erika Sloane
- Queen Latifah dans (13 films) :
  - Le Prix à payer (1996) : Cleopatra « Cleo » Sims
  - Brown Sugar (2002) : Francine
  - Les Country Bears (2002) : Cha-Cha
  - New York Taxi (2004) : Belle Williams
  - Barbershop 2 (2004) : Gina
  - Beauty Shop (2005) : Gina Norris
  - L'Incroyable Destin de Harold Crick (2006) : Penny Escher
  - Hairspray (2007) : Motormouth
  - Le Secret de Lily Owens (2008) : August Boatwright
  - Valentine's Day (2010) : Paula Thomas
  - Le Dilemme (2011) : Susan Warner
  - Le Haut du panier (2022) : Teresa Sugerman
  - End of the Road (2022) : Brenda
- Viola Davis dans (12 films) :
  - La Couleur des sentiments (2011) : Aibileen Clark
  - Sublimes Créatures (2013) : Amma
  - Prisoners (2013) : Nancy Birch
  - Get on Up (2014) : Susie Brown
  - Hacker (2015) : Carol Barrett
  - Suicide Squad (2016) : Amanda Waller
  - Custody (2016) : Martha Schulman
  - Le Blues de Ma Rainey (2020) : Ma Rainey
  - The Suicide Squad (2021) : Amanda Waller
  - The Woman King (2022) : Nanisca
  - Black Adam (2022) : Amanda Waller
  - Hunger Games : La Ballade du serpent et de l'oiseau chanteur (2023) : Dr Volumnia Gaul
- Alfre Woodard dans (10 films) :
  - Grand Canyon (1991) : Jane
  - Un flingue pour Betty Lou (1992) : Ann Orkin
  - Passion Fish (1992) : Chantelle
  - Crooklyn (1994) : Carolyn Carmichael
  - Le Patchwork de la vie (1995) : Marianna
  - Dance with Me (2006) : Augustine James
  - Twelve Years a Slave (2013) : Harriet Shaw
  - Captain America: Civil War (2016) : Miriam
  - The Gray Man (2022) : Margaret Cahill
  - Le Livre de Clarence (2024) : Marie
- Pam Grier dans (8 films) :
  - Nico (1988) : Delores « Jacks » Jackson
  - Jackie Brown (1997) : Jackie Brown
  - Jawbreaker (1999) : l'inspecteur Vera Cruz
  - Ghosts of Mars (2001) : le commandant Helena Braddock
  - Taxis pour cible (2001) : Georgia May « George » Parker
  - Pluto Nash (2002) : Flura Nash
  - Il n'est jamais trop tard (2011) : Frances
  - L'Homme aux poings de fer (2012) : Jane
- Madonna dans (8 films) :
  - Dick Tracy (1990) : Frisson Mahoney
  - In Bed with Madonna (1991) : Madonna
  - Ombres et Brouillard (1991) : Marie
  - Une équipe hors du commun (1992) : Mae Mordabito
  - Body (1993) : Rebecca Carlson
  - Brooklyn Boogie (1995) : le télégramme chanté
  - Groom Service (1995) : Elspeth (segment The Missing Ingredient)
  - Pixels (2015) : Madonna (images d'archives)
- Rae Dawn Chong dans (7 films) :
  - New York, deux heures du matin (1984) : Leila
  - Commando (1985) : Cindy
  - Soul Man (1986) : Sarah Walker
  - Darkside : Les Contes de la nuit noire (1990) : Carola
  - Borrower (1991) : Diana Pierce
  - Time Runner (en) (1993) : Karen Donaldson
  - Parloir (en) (2000) : Felicia
- CCH Pounder dans (7 films) :
  - Bagdad Café (1987) : Brenda
  - Benny and Joon (1993) : Dr Garvey
  - Sliver (1993) : la lieutenante Victoria Hendrix
  - Le Cavalier du Diable (1995) : Irene
  - La Fin des temps (1999) : l'inspecteur Margie Francis
  - Bayard Rustin (2023) : Anna Arnold Hedgeman
  - Y a-t-il un flic pour sauver le monde ? (2025) : la cheffe Davis
- Annie Potts dans (6 films) :
  - SOS Fantômes (1984) : Janine Melnitz
  - Les Jours et les nuits de China Blue (1984) : Amy Grady
  - SOS Fantômes 2 (1989) : Janine Melnitz
  - SOS Fantômes (2016) : la réceptionniste de l'Hôtel Mercado
  - SOS Fantômes : L'Héritage (2021) : Janine Melnitz
  - SOS Fantômes : La Menace de glace (2024) : Janine Melnitz
- Phylicia Rashād dans (6 films) :
  - Creed : L'Héritage de Rocky Balboa (2015) : Mary Ann Creed
  - Creed 2 (2018) : Mary Ann Creed
  - Jingle Jangle : Un Noël enchanté (2020) : Journey, la grand-mère
  - Black Box (en) (2020) : Dr Lilian Brooks
  - Creed 3 (2023) : Mary Ann Creed
  - The Beekeeper (2024) : Eloise Parker
- Vanity dans (5 films) : 
  - Tanya's Island (1980) : Tanya
  - Le Dernier Dragon (1985) : Laura Charles
  - Paiement cash (1986) : Doreen
  - Homicide à Wall Street (en) (1987) : Rina
  - Action Jackson (1988) : Sydney Ash
- Marion Ramsey dans (4 films) :
  - Police Academy (1984) : le sergent Laverne Hooks
  - Police Academy 2 : Au boulot ! (1985) : le sergent Laverne Hooks
  - Police Academy 3 : Instructeurs de choc (1986) : le sergent Laverne Hooks
  - Police Academy 4 : Aux armes, citoyens (1987) : le sergent Laverne Hooks
- Nancy Allen dans (4 films) :
  - Philadelphia Experiment (1984) : Allison Hayes
  - RoboCop (1987) : l'officier Anne Lewis
  - RoboCop 2 (1990) : l'officier Anne Lewis
  - RoboCop 3 (1993) : l'officier Anne Lewis
- Anna Maria Horsford dans (4 films) :
  - St. Elmo's Fire (1985) : Naomi
  - Présumé Innocent (1990) : Eugenia Martinez
  - Minority Report (2002) : Casey
  - Me Time : Enfin seul ? (2022) : Connie Hawkins
- Joie Lee dans (4 films) :
  - School Daze (1988) : Lizzie Life
  - Do the Right Thing (1989) : Jade
  - Mo' Better Blues (1990) : Indigo Downes
  - Un baiser avant de mourir (1991) : Cathy
- Halle Berry dans (4 films) dans :
  - Jungle Fever (1991) : Vivian
  - Le Dernier Samaritain (1991) : Cory
  - Ménage à quatre (1998) : Zola Taylor
  - Meurs un autre jour (2002) : Jinx
- L. Scott Caldwell dans (4 films) :
  - Le Diable en robe bleue (1995) : Hattie Parsons
  - Rédemption (2006) : Bobbi Porter
  - Seul contre tous (2015) : la mère de Waters
  - Bingo Hell (2021) : Dolores
- Courteney Cox dans (4 films) :
  - Commandements (1997) : Rachel Luce
  - Mi-temps au mitard (2005) : Lena
  - Zoom : L'Académie des super-héros (2006) : Marsha Holloway
  - Histoires enchantées (2008) : Wendy
- Leslie Uggams dans (4 films) :
  - Deadpool (2016) : Al
  - Deadpool 2 (2018) : Al
  - Fiction à l'américaine (2023) : Agnes Ellison
  - Deadpool et Wolverine (2024) : Al
- Irene Cara dans :
  - Fame (1980) : Coco Hernandez
  - Haut les flingues ! (1984) : Ginny Lee
  - La Cavale impossible (1985) : Tracy
- Jenifer Lewis dans :
  - Opération Shakespeare (1994) : Mme Coleman
  - Girl 6 (1996) : Boss no 1 - Lil
  - Mystery Men (1999) : Lucille
- Kimberly Scott dans :
  - Le Client (1994) : Doreen
  - World Trade Center (2006) : le sergent King
  - Love, et autres drogues (2010) : Gail
- Oprah Winfrey dans :
  - Beloved (1998) : Sethe
  - Un raccourci dans le temps (2018) : Mme Quidam
  - Messagères de guerre (2024) : Mary McLeod Bethune
- Diana Ross dans :
  - Mahogany (1975) : Tracy Chambers
  - The Wiz (1978) : Dorothy (1er doublage)
- Deborah Geffner dans :
  - Que le spectacle commence (1979) : Victoria
  - Exterminator 2 (1984) : Caroline
- Debra Winger dans :
  - Urban Cowboy (1980) : Sissy
  - La Veuve noire (1987) : Alexandra 'Alex' Barnes
- Jennifer Beals dans :
  - Flashdance (1983) : Alex Owens
  - Embrasse-moi, vampire (1988) : Rachel
- Linda Blair dans :
  - Patrouille de nuit (1984) : l'officier Sue Perman
  - Chaleur rouge (1985) : Christine Carlson
- Charlayne Woodard dans :
  - Crackers (1984) : Jasmine
  - Glass (2019) : Mme Price
- Lynn Whitfield dans :
  - Silverado (1985) : Rae
  - Ma meilleure ennemie (1998) : Dr Sweikert
- Mary Elizabeth Mastrantonio dans :
  - La Couleur de l'argent (1986) : Carmen
  - Abyss (1989) : Lindsey Brigman
- Kelly McGillis dans :
  - Top Gun (1986) : Charlotte « Charlie » Blackwood
  - Une femme en péril (1988) : Emily Crane
- Michelle Pfeiffer dans :
  - Les Sorcières d'Eastwick (1987) : Sukie Ridgemont
  - Veuve mais pas trop (1988) : Angela de Marco
- Daryl Hannah dans :
  - Roxanne (1987) : Roxanne Kowalski
  - Potins de femmes (1989) : Annelle Dupuy Desoto
- Sônia Braga dans :
  - Pleine Lune sur Parador (1988) : Madonna Mendez
  - Milagro (1988) : Ruby Archuleta
- Shari Headley dans :
  - Un prince à New York (1988) : Lisa McDowell
  - Un prince à New York 2 (2021) : Lisa McDowell
- Tracey Ullman dans :
  - Je t'aime à te tuer (1990) : Rosalie Boca
  - Escrocs mais pas trop (2000) : Frenchy Fox Winkler
- Tia Carrere dans :
  - Wayne's World (1992) : Cassandra
  - Wayne's World 2 (1993) : Cassandra
- Sheryl Lee Ralph dans :
  - Monsieur le député (1992) : Loretta
  - Step Sisters (2018) : Yvonne Bishop
- Vanessa Bell Calloway dans :
  - Tina (1993) : Jackie
  - Treize à la douzaine (2003) : Diana Philips
- Roma Maffia dans :
  - Harcèlement (1994) : Catherine Alvarez
  - Le Collectionneur (1997) : Dr Ruocco
- RuPaul dans :
  - La Tribu Brady (1995) : Mme Cummings
  - En direct sur Ed TV (1999) : RuPaul
- Regina King
  - Jerry Maguire (1996) : Marcee Tidwell
  - La blonde contre-attaque (2003) : Grace Rossiter
- Erykah Badu dans :
  - Blues Brothers 2000 (1998) : Queen Mousette
  - Le Prince de Greenwich Village (2004) : Lady Bernadette
- Beyoncé dans :
  - Austin Powers dans Goldmember (2002) : Foxxy Cleopatra
  - Cadillac Records (2008) : Etta James
- Juanita Jennings (en) dans :
  - Le Maître du jeu (2003) : Loreen Duke
  - Le Pire Voisin au monde (2022) : Anita
- Paula Newsome dans :
  - Black/White (2005) : Darlene
  - Little Miss Sunshine (2006) : Linda
- Naomie Harris dans :
  - Pirates des Caraïbes : Le Secret du coffre maudit (2006) : Tia Dalma / Calypso
  - Pirates des Caraïbes : Jusqu'au bout du monde (2007) : Tia Dalma / Calypso
- Andrene Ward-Hammond dans :
  - Project Power (2020) : Irene Reilly
  - Cut Throat City (2020) : la mère d'Andre
- Cassi Davis-Patton (en) dans :
  - Madea : Retour en fanfare  (2022) : Bam
  - Madea : Mariage exotique (en) (2025) : Bam
- 1970 : Le Casse de l'oncle Tom : Iris (Judy Pace)
- 1972 : Meurtres dans la 110e Rue : Gloria Roberts (Norma Donaldson)
- 1973 : L'Arnaque : Louise 	(Ta-Tanisha)
- 1974 : Les Durs : Fay (Paula Kelly)
- 1976 : Le Bus en folie : Kitty Baxter (Stockard Channing)
- 1976 : Bluff : Charlotte (Corinne Cléry)
- 1976 : Rocky : la commentatrice télé (Diana Lewis)
- 1976 : Embryo : Victoria Spencer (Barbara Carrera)
- 1976 : Car Wash : Loretta (Ren Woods) et la voix de l'animatrice radio[Qui ?]
- 1977 : Annie Hall : Robin (Janet Margolin)
- 1977 : Cours après moi shérif : Carrie / Grenouille (Sally Field)
- 1977 : Opération Thunderbolt : Halima (Sybil Danning)
- 1978 : En route vers le sud : Hermine (Veronica Cartwright)
- 1978 : Halloween : La Nuit des masques : Annie Brackett (Nancy Kyes)
- 1978 : California Hôtel : Lola Bump (Gloria Gifford)
- 1979 : L'Évadé d'Alcatraz : la fille d'English (Candace Bowen)
- 1979 : Arrête de ramer, t'es sur le sable : Roxanne (Kate Lynch)
- 1979 : Le Piège : Tina (Dawn Jeffory)
- 1979 : Hair : la fiancée de Hud (Cheryl Barnes)
- 1979 : Un flic de choc : Leina Romero (Cecilia Camacho)
- 1979 : Brigade des anges : Trish (Liza Greer)
- 1979 : L'Homme en colère : Anne Garret (Lisa Pelikan)
- 1979 : Le Vainqueur : l'adolescent noir (Donny Parker)
- 1980 : Le Lagon bleu : Emmeline (Brooke Shields)
- 1980 : Rocky 2 : Mary Anne Creed (Sylvia Meals)
- 1980 : La Bidasse : Soldat Gloria Moe (Damita Jo Freeman)
- 1980 : Vendredi 13 : Annie Phillips (Robbi Morgan)
- 1980 : The Blues Brothers : Mme Murphy (Aretha Franklin)
- 1980 : Faut s'faire la malle : l'aide cuisinière (Pamela Poitier)
- 1981 : La Folle Histoire du monde : Miriam (Mary-Margaret Humes)
- 1981 : Réincarnations : Janet Gillis (Melody Anderson)
- 1981 : Halloween 2 : Laurie Strode (Jamie Lee Curtis)
- 1981 : Blow Out : Betsy (Barbara Siegel)
- 1981 : La Main du cauchemar : Stella Roche (Annie McEnroe)
- 1981 : Ragtime : Sarah (Debbie Allen)
- 1981 : Deux Filles au tapis : June (Ursaline Bryant)
- 1981 : La Ferme de la terreur : Martha Schmidt (Maren Jensen (en))
- 1981 : La Malédiction finale : Barbara Dean (Leueen Willoughby)
- 1981 : La Vie en mauve : Emily (Vernee Watson)
- 1981 : Sanglantes Confessions : Lorna Keane (Darwyn Carson)
- 1981 : Les Faucons de la nuit : Shakka Holland (Persis Khambatta)
- 1982 : Le Verdict : Kathleen Costello (Lindsay Crouse)
- 1982 : Capitaine Malabar dit La Bombe : Susanna (Gegia)
- 1982 : Meurtres en 3 dimensions : Chris Higgins (Dana Kimmell)
- 1982 : 48 Heures : Casey (Margot Rose)
- 1982 : Diner : Beth (Ellen Barkin)
- 1982 : Amityville 2 : Le Possédé : Patricia Montelli (Diane Franklin)
- 1982 : Britannia Hospital : l'infirmière Amanda Persil (Marsha A. Hunt)
- 1982 : Horreur dans la ville : Alison Halman (Toni Kalem)
- 1982 : Meurtres en direct : Erika (Cherie Michan)
- 1982 : Ténèbres : Elsa Manni (Ania Pieroni)
- 1982 : La Nuit de l'évasion : Petra Wetzel (Glynnis O'Connor)
- 1982 : The Seduction : Darby (Colleen Camp)
- 1983 : Les Aventuriers du bout du monde : Eve Tozer (Bess Armstrong)
- 1983 : Risky Business : Lana (Rebecca De Mornay)
- 1983 : Gorky Park : Irina Asanova (Joanna Pacula)
- 1983 : D'origine inconnue : Lorrie Wells (Jennifer Dale)
- 1983 : La Ballade de Narayama : Tadayan (Sanshō Shinsui)
- 1983 : Le Justicier de minuit : Karen (Jeana Keough)
- 1983 : Private School (en) : Jordan Leigh-Jenson (Betsy Russell)
- 1984 : Break Street 84 : Kelly/Special K (Lucinda Dickey)
- 1984 :Conan le Destructeur : Zula (Grace Jones)
- 1984 : Amadeus : Constance Mozart (Elizabeth Berridge) (1er doublage)
- 1984 : Terminator : Nancy (Shawn Schepps), Ginger Ventura (Bess Motta) et une cliente (Loree Frazier)
- 1984 : Dreamscape : Jane DeVries (Kate Capshaw)
- 1984 : Les Saisons du cœur : Viola Kelsey (Amy Madigan)
- 1984 : Les Muppets à Manhattan : Gill la grenouille (Steve Whitmire) (voix)
- 1984 : La Belle et l'Ordinateur : la caissière de l'épicerie (Diana Choy)
- 1984 : Le Kid de la plage : Joyce Brody (Carole Davis)
- 1984 : La Nuit de la comète (Night of the Comet) de Thom Eberhardt : Regina Belmont (Catherine Mary Stewart)
- 1985 : La Couleur pourpre : Corrine (Susan Beaubian)
- 1985 : Brazil : Jill Lyaton (Kim Greist)
- 1985 : Agnès de Dieu : Sœur Anne (Deborah Grover)
- 1985 : Drôles d'espions : Karen Boyer (Donna Dixon)
- 1985 : Stick, le justicier de Miami : Louisa Rosa (Phanie Napoli)
- 1985 : Teen Wolf : Pamela Wells (Lorie Griffin)
- 1985 : Vacances de folie : Ashley Taylor (Sheree J. Wilson)
- 1985 : Tutti Frutti : Danni (Mary Stuart Masterson)
- 1985 : Série noire pour une nuit blanche : la flic de l'aéroport (Hope Clark)
- 1985 : Vendredi 13, chapitre V : Une nouvelle terreur : Anita (Jere Fields)
- 1985 : Un été pourri : Christine Connelly (Mariel Hemingway)
- 1985 : Une créature de rêve : la copine de Lord General (Jennifer Balgobin)
- 1986 : Police fédérale, Los Angeles : Bianca Torres (Debra Feuer)
- 1986 : The Boy in Blue : Margaret (Cynthia Dale)
- 1986 : Golden Child : L'Enfant sacré du Tibet : Kee Nang (Charlotte Lewis)
- 1986 : Sid et Nancy : Nancy Spungen (Chloe Webb)
- 1986 : La Petite Boutique des horreurs : Crystal (Tichina Arnold)
- 1986 : Killer Party : Stephanie (Elizabeth Hanna)
- 1986 : Vendredi 13, chapitre VI : Jason le mort-vivant : Sissy Baker (Renée Jones)
- 1986 : Trois Amigos ! : Carmen (Patrice Martinez)
- 1986 : Nola Darling n'en fait qu'à sa tête : Nola Darling (Tracy Camilla Johns)
- 1986 : Mona Lisa : Simone (Cathy Tyson (en))
- 1986 : Huit Millions de façons de mourir : Sarah (Rosanna Arquette)
- 1986 : Le Clochard de Beverly Hills : la voisine iranienne (Reza Bashar)
- 1987 : La Rue : Darlene (Shari Hilton)
- 1987 : Les Poupées : Isabel Prange (Bunty Bailey)
- 1987 : Le Proviseur : Treena Lester (Kelly Jo Minter)
- 1987 : Confession criminelle : Pat Lennon (Belinda Bauer)
- 1987 : Dangereuse sous tous rapports : Audrey Hankel / Lulu (Melanie Griffith)
- 1987 : Étroite Surveillance : Maria McGuire (Madeleine Stowe)
- 1987 : Et la femme créa l'homme parfait : Frankie Stone (Ann Magnuson)
- 1987 : Le Ninja blanc : Alicia Sanborn (Michelle Botes)
- 1987 : Le Dragueur : Karen (Tamara Bruno)
- 1988 : L'Emprise des ténèbres : Marielle Duchamp (Cathy Tyson (en))
- 1988 : La Septième Prophétie : Penny Washburn (Akosua Busia)
- 1988 : Bloodsport : Mme Tanaka (Lily Leung)
- 1988 : Enquête en tête : Sylvia Pickel (Cyndi Lauper)
- 1988 : Maniac Cop : Theresa Mallory (Laurene Landon)
- 1989 : Turner et Hooch : Dr Emily Carson (Mare Winningham)
- 1989 : Chérie, j'ai rétréci les gosses : Mae Thompson (Kristine Sutherland)
- 1989 : Les Nuits de Harlem : Dominique La Rue (Jasmine Guy)
- 1989 : Flic et Rebelle : Barbara (Jami Gertz)
- 1989 : Cyborg : Nady Simmons (Deborah Richter)
- 1989 : Permis de tuer : Lupe Lamora (Talisa Soto)
- 1990 : La Maison des otages : Nancy Breyers (Kelly Lynch)
- 1990 : Edward aux mains d'argent : Esmeralda (O-Lan Jones)
- 1990 : Contre-enquête : Nancy Bosch (Jenny Lumet)
- 1990 : Papa est un fantôme : Diane Hopper (Kimberly Russell)
- 1990 : Business oblige : Stella Anderson (Elizabeth McGovern)
- 1990 : Cabal : Sheryl Lee (Debora Weston)
- 1991 : New Jack City : la procureure Hawkins (Phyllis Yvonne Stickney)
- 1991 : Pensées mortelles : l'inspecteur Linda Nealon (Billie Neal)
- 1991 : Zandalee : Zandalee (Erika Anderson)
- 1991 : Point Break : Tyler Ann Endicott (Lori Petty)
- 1991 : La P'tite Arnaqueuse : Anise Hall (Gail Boggs)
- 1991 : Dans la peau d'une blonde : Connie (Téa Leoni)
- 1991 : Lucky Luke : Lotta Legs (Nancy Morgan)
- 1991 : Opération Condor : Ada (Carol Cheng)
- 1991 : Boyz n the Hood : Brenda Baker (Tyra Ferrell)
- 1991 : Un privé en escarpins : Sal (Lynnie Godfrey)
- 1992 : Boomerang : Jacqueline Boyer (Robin Givens)
- 1992 : La Loi de la nuit : Carmen (Lisa Vidal)
- 1992 : Bodyguard : Nicki Marron (Michele Lamar Richards)
- 1992 : Mo' Money, plus de blé : Charlotte (Alma Yvonne)
- 1993 : CB4 : Daliha (Rachel True)
- 1993 : Nuits blanches à Seattle : Harriet (LaTanya Richardson)
- 1993 : L'Extrême Limite : Sally (Stephanie Williams)
- 1993 : Les Princes de la ville : Lupe (Jenny Gago)
- 1994 : Drop Zone : Jessie Crossman (Yancy Butler)
- 1994 : Last Seduction : Bridget Gregory / Wendy Kroy (Linda Fiorentino)
- 1994 : Only You : Leslie (Siobhan Fallon Hogan)
- 1994 : Freddy sort de la nuit : Dr Christine Heffner (Fran Bennett (en))
- 1994 : Terminal Velocity : une maman, à l'anniversaire (Terry Finn) et Joline "Jo" (Margaret Colin) (non créditée)
- 1995 : Le Maître des illusions : l'inspecteur Eddison (McNally Sagal)
- 1995 : Two Much : Mme Doyle (Genevieve Chase)
- 1995 : Smoke : Tante Em (Michelle Hurst)
- 1995 : Où sont les hommes ? : Robin Stokes (Lela Rochon)
- 1995 : Ace Ventura en Afrique : la princesse Wachati (Sophie Okonedo)
- 1996 : Bound : Corky (Gina Gershon)
- 1996 : Space Jam : Juanita Jordan (Theresa Randle)
- 1997 : Boogie Nights de Paul Thomas Anderson : Becky Barnett (Nicole Ari Parker)
- 1997 : Dans l'ombre de Manhattan : Peggy Lingstrom (Lena Olin)
- 1999 : Le Célibataire : Ilana (Mariah Carey)
- 1999 : American Beauty : l'employée de M. Smiley (Marissa Jaret Winokur)
- 2002 : Phone Game : Felicia (Paula Jai Parker)
- 2002 : Bad Company : Pam (Lanette Ware)
- 2002 : Barbershop : Janelle (Sonya Eddy)
- 2002 : xXx : J.J. (Eve)
- 2003 : Hollywood Homicide : Olivia Robidoux (Gladys Knight)
- 2003 : Antwone Fisher : tante Annette (Vernee Watson-Johnson)
- 2004 : Le Terminal : la manager de Brookstone (Carlease Burke)
- 2005 : L'Exorcisme d'Emily Rose : Dr Sadira Adani (Shohreh Aghdashloo)
- 2005 : Domino : Lateesha Rodriguez (Mo'Nique)
- 2006 : Man of the Year : la maquilleuse (Kim Roberts) et la vendeuse (Sabrina Sanchez)
- 2006 : Fast and Furious: Tokyo Drift : Brenda Boswell (Lynda Boyd)
- 2006 : Déjà vu : Shanti (Erika Alexander)
- 2007 : Alvin et les Chipmunks : la vétérinaire (Adriane Lenox)
- 2007 : Transformers : la grand-mère de Glenn (Esther Scott)
- 2009 : Mission-G : Rosalita (Niecy Nash)
- 2010 : Copains pour toujours : Mama Ronzoni (Ebony Jo-Ann)
- 2011 : Killing Fields : Riba (Donna Duplantier)
- 2012 : Recherche Bad Boys désespérément : Jackie (Ryan Michelle Bathe)
- 2012 : Lincoln : Lydia Smith (S. Epatha Merkerson)
- 2012 : Sept Psychopathes : Myra (Linda Bright Clay)
- 2013 : Dallas Buyers Club : Denise (Deneen Tyler)
- 2014 : X-Men: Days of Future Past : la secrétaire de Trask (Zabryna Guevara)
- 2015 : The Night Before : Mme Roberts (Lorraine Toussaint)
- 2015 : Pixels : elle-même (Serena Williams)
- 2016 : The Door : Piki (Suchitra Pillai-Malik)
- 2016 : Les Animaux fantastiques : Bernadette (Miquel Brown)
- 2018 : Mon âme sœur : Jane (Tamara Tunie)
- 2018 : Mariage à Long Island : Thelma (Patricia Belcher)
- 2019 : Child's Play : La Poupée du mal : Doreen (Carlease Burke)
- 2019 : Shaft : Bennie Rodriguez (Lauren Vélez)
- 2019 : Fast and Furious: Hobbs and Shaw : Sefina Hobbs (Lori Pelenise)
- 2020 : Le Voyage du Docteur Dolittle : Dab-Dab le canard (Octavia Spencer) (voix)
- 2020 : Rencontre fatale : Dr Leigh Beverly (Fredella Calloway)
- 2020[n 1] : Un fils du Sud : Rosa Parks (Sharonne Lanier)
- 2020 : Meurtrie : la mère de Jackie (Adriane Lenox)
- 2021 : Le Manoir (en) : Elizabeth (Shelley Robertson)
- 2022 : Le Secret de la cité perdue : la grand-mère de Beth (Joan Pringle)
- 2023 : Thank You, I'm Sorry (sv) : Helen (Ia Langhammer (sv))
- 2023 : Tout à fait son style (en) : Monica (Janet Hubert)

#### Films d'animation
- 1942[n 2] : Bambi : la mère de Bambi
- 1957[n 3] : La Reine des neiges : Hans, le prince
- 1959[n 4] : La Belle au bois dormant : la fée Pâquerette
- 1977[n 5] : Les Cygnes sauvages : un prince cygne
- 1980 : Cyborg 009 : La Légende des super-galactiques : Tamara (Doublage tardif, 1987)
- 1980 : Les Trois Mousquetaires de l'Espace[6] : la princesse Lulu
- 1981 : Rox et Rouky : Rox jeune
- 1981 : Métal Hurlant : Gloria
- 1982 : La Dernière Licorne : la licorne / Lady Amalthéa
- 1983 : Dark Crystal : le chambellan Skeksès / Podlings
- 1988 : Le Petit Dinosaure et la Vallée des merveilles : la mère de Petit-Pied (1er doublage)
- 1990 : Barbie et les Rock Stars[7] : DeeDee
- 1990 : SOS Daffy Duck : Melissa Duck et l'opératrice téléphonique
- 1994 : Le Roi lion : Shenzi[n 6]
- 1995 : Le Petit Dinosaure : La Source miraculeuse : la grand-mère de Petit-Pied
- 1996 : Le Petit Dinosaure : Voyage au pays des brumes : la grand-mère de Petit-Pied
- 1996[8] : X1999 : Kanoë
- 2003 : Catfish Blues : Mama Young
- 2004 : Pinocchio le robot : la fée Cyberinia[n 6]
- 2004 : Le Roi Lion 3 : Hakuna Matata : Shenzi[n 6]
- 2005 : Kirikou et les Bêtes sauvages : une femme du village
- 2005 : L'Incroyable Histoire de Stewie Griffin : Loïs Griffin
- 2005 : Heidi : la tante Dete
- 2006 : Bambi 2 : la mère de Bambi
- 2006 : Nos voisins, les hommes : Stella la mouffette
- 2008 : Horton : Mme Yelp
- 2012 : Drôles d'oiseaux : GoGo
- 2013 : Hôtel Transylvanie : la tête réduite accrochée à la porte de Mavis
- 2015 : Georges le petit curieux 3 : Retour à la jungle : Dr Kulinda
- 2015 : Hôtel Transylvanie 2 : la tête réduite accrochée à la porte de Mavis
- 2016 : Jour de neige : la mamie de Peter
- 2016 : Norm : Tamecia
- 2017 : Cars 3 : Louise Nash
- 2017 : Les As de la jungle : Natasha (création de voix)
- 2017 : Tea Pets : Tortue
- 2018 : L'Envol de Ploé (en) : voix additionnelles
- 2018 : Le Royaume de Dawn : Grand-mère
- 2018 : Pachamama (film) : Walumama
- 2019 : La Famille Addams : Grand-tante Sloom[n 7]
- 2020 : En avant : Corey la Manticore[n 8]
- 2020 : Soul : Dorothea Williams
- 2021 : Vivo : Marta Sandoval (dialogues)
- 2022 : Buzz l'Éclair : Alisha Hawthorne âgée[n 9],[9]
- 2022 : Luck : la capitaine[n 6]
- 2022 : Wendell and Wild : Sœur Démonia[10]
- 2022 : Le Dragon de mon père : le Chat[n 6]
- 2023 : Les As de la jungle 2 : Opération tour du monde : Natacha (création de voix)
- 2024 : Piece by Piece : la grand-mère de Pharell Williams

### Télévision

#### Téléfilms
- Whoopi Goldberg dans :
  - Arnaqueuse (1989) : Sarah Collins
  - La Légende de Cendrillon (1997) : la reine Constantina
  - Le Chevalier hors du temps (1998) : Dr Viviane Morgan
  - Le Monde magique des Leprechauns (1999) : la Grande Banshee
  - Alice au pays des merveilles (1999) : le Chat du Cheshire
  - Les Liens du cœur (2001) : Terry Harrison
  - Appelez-moi le Père Noël ! (2001) : Lucy Cullins
  - Au-delà des barrières (2003) : Mabel Spader
  - A Day Late and a Dollar Short (2014) : Viola
- Phylicia Rashād dans :
  - Double tranchant (1989) : Lynne Jacobi
  - Prenez garde à la baby-sitter ! (1996) : l'inspecteur Kate Jacobs
  - Un raisin au soleil (en) (2008) : Lena Younger
  - Une famille en héritage (2011) : Dorothy
  - Six femmes (en) (2012) : Clairee Eatenton
- Alfre Woodard dans :
  - Unnatural Causes (1986) : Maude DeVictor
  - Un cœur dans les étoiles (1999) : Joyce May
  - Les Aventuriers des mondes fantastiques (2003) : Mme Quiproquo
- Courteney Cox dans :
  - Du mariage au divorce (1989) : Jacquie Kimberly
  - Amours sous thérapie (2001) : Samantha Crumb
  - À la recherche de Lily (2001) : Lily
- Crystal R. Fox dans :
  - Les Malheurs de Ruby (2021) : Mama Dede
  - Les Malheurs de Ruby : D'or et de lumière (2021) : Mama Dede
  - Les Malheurs de Ruby : Joyau caché (2021) : Mama Dede
- Caroline Rhea dans :
  - Dans la peau d'une ronde (2007) : Madelyn
  - Un Noël sur mesure (2012) : Maya Fletcher
- Queen Latifah dans :
  - La marche de l'espoir (2007) : Ana Wallace
  - Bessie (2015) : Bessie Smith
- 1973 : L'Assassin du métro : Sarah Cornell (Lynda Day George)
- 1986 : Rapt : Victoria Garcia (Rachel Ticotin)
- 1991 : Le messager de l'espoir : Evie O'Hanlan (Tamsin Kelsey)
- 1994 : Chasseur de sorcières : Hypolita Laveau Kropotkin (Sheryl Lee Ralph)
- 1997 : L'insigne du traître : Annie Walter (Michele Greene)
- 2004 : Rédemption : Itinéraire d'un chef de gang : Barbara Becnel (Lynn Whitfield)
- 2005 : Warm Springs : tante Sally (Deborah Duke)
- 2006 : Histoire trouble : l'agent Tina Davis (Sharon Lewis)
- 2016 : Égarement coupable : Karen Wyatt (Lisa Gay Hamilton)
- 2018 : La Surprise de Noël : Claire Matthews (BJ Harrison)
- 2019 : Un baiser pour Noël : Mary (Pam Grier)
- 2020 : Coup de foudre en direct : Sharon St. Clair (Jackee Harry)
- 2021 : Noël tout feu tout flamme : Anne Foster (Candus Churchill)

#### Séries télévisées
- Whoopi Goldberg dans (23 séries) :
  - Star Trek : La Nouvelle Génération (1988-1993) : Guinan (28 épisodes)
  - Les Contes de la crypte (1991) : Peligre / Whoopi Goldberg (saison 3, épisode 6)
  - Une nounou d'enfer (1998) : Edna / Whoopi Goldberg (saison 5, épisode 20 et saison 6, épisode 8)
  - La Vie avant tout (2000) : Dr Lydia Emerson (saison 1)
  - Whoopi (2003-2004) : Mavis Rae (22 épisodes)
  - New York, section criminelle (2006) : Chesley Watkins (saison 5, épisode 20)
  - Tout le monde déteste Chris (2006) : Louise Clarkson (saison 2, épisodes 1 et 4)
  - 30 Rock (2007 / 2009) : Whoopi Goldberg (saison 1, épisode 10 et saison 4, épisode 7)
  - Entourage (2008) : Whoopi Goldberg (saison 5, épisode 4)
  - Life on Mars (2008) : Frère Lovebutter (épisode 5)
  - The Cleaner (2009) : Paula Kmec (saison 2)
  - Glee (2012-2014) : Carmen Tibideaux (6 épisodes)
  - 666 Park Avenue (2012) : Maris Elder (épisode 9)
  - New York, unité spéciale (2015) : Janette Grayson (saison 17, épisode 4)
  - Nashville (2016) : Whoopi Goldberg (saison 4, épisode 20)
  - The Tick (2016) : elle-même, présentatrice (saison 1, épisode 1)
  - Blue Bloods (2016-2020) : Regina Thomas (3 épisodes)
  - When We Rise (2017) : Pat Norman (mini-série)
  - Instinct (2018) : Joan Ross (6 épisodes)
  - The Stand (2020-2021) : Mère Abigail Freemantle (mini-série)
  - Godfather of Harlem (2021-2023) : Miss Willa (3 épisodes)
  - Harlem (depuis 2021) : Dr Elise Pruitt
  - Star Trek: Picard (2022) : Guinan (saison 2, épisodes 1 et 10)
- Erica Gimpel[11] dans (14 séries) :
  - Fame (1982-1987) : Coco Hernandez (62 épisodes)
  - Washington Police (2000) : l'avocate d'Ella (saison 1, épisodes 5 et 6)
  - Roswell (2001) : l'agent Suzanne Duff (saison 2)
  - JAG (2003-2004) : Varese Chestnut (saison 9, épisodes 11 et 18)
  - Division d'élite (2004) : Aimee Breckeridge (saison 4, épisode 1)
  - Veronica Mars (2004-2006) : Alicia Fennel (9 épisodes)
  - Dr House (2006) : Elizabeth Stone (saison 2, épisode 10)
  - Jane Doe : Miss Détective (2006) : Margaret Monroe (épisode 6)
  - Numb3rs (2006) : la principale Riva Bell (saison 3, épisode 9)
  - Boston Justice (2006-2007) : l'avocate Samantha Fried (4 épisodes)
  - Esprits criminels (2006 / 2012) : Sarah (saison 2, épisode 12 et saison 7, épisode 20)
  - Grey's Anatomy (2009) : Bethany Anderson (saison 6, épisode 8)
  - Nikita (2012) : Carla Bennett (saison 2)
  - The Catch (2016) : Renée Etheridge (saison 1, épisode 5)
- Adina Porter dans (10 séries) :
  - Prison Break (2005) : Leticia Barris (saison 1, épisodes 2 et 3)
  - New York, unité spéciale (2007) : Janelle Odami (saison 9, épisode 8)
  - True Blood (2008-2014) : Lettie Mae Thornton (32 épisodes)
  - Criminal Minds: Suspect Behavior (2011) : Jeanette Rawlins (épisode 1)
  - Ringer (2011-2012) : la principale Caruso (épisodes 6 et 12)
  - The Finder (2012) : Estelle (saison 1, épisode 8)
  - Vampire Diaries (2012) : Nandi LaMarche (saison 4, épisode 8)
  - The 100 (2014-2020) : Indra (54 épisodes)
  - The Morning Show (2019) : Sarah Graveler (saison 1)
  - Outer Banks (2020) : la shérif Peterkin (saison 1)
- April Grace dans (8 séries) :
  - Chicago Hope : La Vie à tout prix (1996-1997) : Elizabeth Hancock Tally (4 épisodes)
  - Boston Public (2000) : Sandra Henderson (saison 1, épisodes 6 et 7)
  - FBI : Portés disparus (2002-2003) : Delia Rivers (saison 1, épisodes 7 et 18)
  - Grey's Anatomy (2008) : Janie (saison 4, épisode 15)
  - Lie to Me (2009) : Mme Lennox (saison 2, épisode 8)
  - Sons of Anarchy (2014) : Loutreesha Haddem (saison 7)
  - Zoo (2016) : Eleanor (saison 2)
  - Berlin Station (2016) : Jemma Moore (saison 1)
- Angela Bassett dans (7 séries) :
  - Flash (1991) : Linda Lake (épisode 11)
  - Urgences (2008-2009) : Dr Cate Banfield (21 épisodes)
  - American Horror Story (2013-2018) : Marie Laveau (saisons 3 et 8), Desiree Dupree (saison 4), Ramona Royale (saison 5), Monet Tumusiime/Lee Harris (saison 6)
  - Master of None (2017 / 2021) : Catherine Watkins (saison 2, épisode 8 et saison 3, épisode 3)
  - 9-1-1 (depuis 2018) : le sergent Athena Grant
  - 9-1-1: Lone Star (2022) : le sergent Athena Grant (saison 3, épisode 11)
  - Docteur Odyssey (2025) : le sergent Athena Grant (saison 1, épisode 11)
- Alfre Woodard dans (7 séries) :
  - Les Voyages de Gulliver (1996) : la reine des Brobdingnag (mini-série)
  - Desperate Housewives (2005) : Betty Applewhite (1re voix - saison 1)
  - Luke Cage (2016-2018) : Mariah Dillard / Black Mariah (en) (23 épisodes)
  - Les Désastreuses Aventures des orphelins Baudelaire (2017-2018) : la tante Joséphine Anwhistle (3 épisodes)
  - Empire (2018) : Renee (saison 4)
  - See (2019-2021) : Paris (16 épisodes)
  - Mister Spade (2024) : Virginia Dell (mini-série)
- Jenna Elfman dans (6 séries) :
  - Dharma et Greg (1997-2002) : Dharma Finklestein Montgomery (119 épisodes)
  - Mon oncle Charlie (2004 / 2011) : Frankie (saison 1, épisodes 15 et 16), Dharma Finklestein Montgomery (saison 9, épisode 1)
  - Alex Rose (2006) : Alex Rose (13 épisodes)
  - Earl (2008) : Kimmy Himler (saison 4, épisode 6)
  - Parents par accident (2009-2010) : Billie Chase (18 épisodes)
  - The Mindy Project (2013) : Priscilla (saison 2, épisode 9)
- Phylicia Rashād dans (5 séries) :
  - Cosby Show (1984-1992) : Clair Hanks-Huxtable (en) (194 épisodes)
  - Campus Show (1988-1990) : Clair Hanks-Huxtable (4 épisodes)
  - Les Anges du bonheur (1994 / 2002) : Elizabeth Jessup (saison 1, épisode 3 et saison 8, épisode 12)
  - Do No Harm (2013) : Dr Vanessa Young (13 épisodes)
  - Jean-Claude Van Johnson (2016-2017) : Jane (mini-série)
- Courteney Cox dans (5 séries) :
  - Friends (1994-2004) : Monica Geller (235 épisodes)
  - Dirt (2007-2008) : Lucy Spiller (20 épisodes)
  - Scrubs (2009) : Dr Taylor Maddox (saison 8)
  - Cougar Town (2009-2015) : Jules Cobb (102 épisodes)
  - Modern Family (2020) : Courteney Cox (saison 11, épisode 10)
- Anna Maria Horsford dans (5 séries) :
  - Les Frères Wayans (1995-1999) : Deirdre « Dee » Baxter (80 épisodes)
  - Las Vegas (2008) : la tante Vonice (saison 5, épisode 19)
  - New Girl (2012 / 2017) : Charmaine (saison 2, épisode 2 et saison 6, épisode 20)
  - Amour, Gloire et Beauté (2015-2018) : Vivienne Avant (77 épisodes)
  - Derrière la façade (en) (2024) : Denise Sampson
- Wanda Sykes dans (5 séries) :
  - Le Drew Carey Show (2001) : Christine Watson (saison 7)
  - Larry et son nombril (2001-2011) : Wanda Sykes (9 épisodes)
  - Drop Dead Diva (2011) : la juge Yvonne Wright (saison 3, épisode 5)
  - The Good Fight (2021) : Allegra Durado (saison 5)
  - La Famille Upshaw (depuis 2021) : Lucretia Turner
- Lorraine Toussaint dans (4 séries) :
  - Enquête privée (1992) : Dr Mary Rocket (saison 1, épisode 1)
  - Body of Proof (2013) : la cheffe Angela Martin (saison 3)
  - Rosewood (2015-2017) : Donna Rosewood (44 épisodes)
  - The Village (en) (2019) : Patricia Davis (10 épisodes)
- Lauren Vélez dans (4 séries) :
  - Oz (1997-1998) : Dr Gloria Nathan (saisons 1-2)
  - New York, police judiciaire (1999) : Mlle Torres (saison 1, épisode 6)
  - Dragnet (2003) : l'inspecteur Denise Beltran (saison 1, épisodes 9 et 11)
  - New York, unité spéciale (2004) : Me Shamal (saison 5, épisode 16 et saison 6, épisode 3)
- Pam Grier dans (4 séries) :
  - The L Word (2004-2009) : Kate « Kit » Porter (70 épisodes)
  - Smallville (2010) : Amanda Waller (saison 9)
  - Bless this Mess (en) (2019-2020) : Constance Terry (26 épisodes)
  - Eux (2024) : Athena Reeve (saison 2)
- Viola Davis dans (4 séries) :
  - Murder (2014-2020) : Annalise Keating (90 épisodes)
  - Scandal (2018) : Annalise Keating (saison 7, épisode 18)
  - Peacemaker (2022) : Amanda Waller
  - The First Lady (2022) : Michelle Obama (mini-série)
- Telma Hopkins dans :
  - La Vie de famille (1989-1997) : Rachel Baines-Crawford (93 épisodes)
  - 2 Broke Girls (2016) : Pilar (saison 6, épisode 6)
  - Les Feux de l'amour (2021) : Denise Tolliver (6 épisodes)
- Lisa Zane dans :
  - Profit (1996) : Joanne Meltzer (8 épisodes)
  - Dinotopia (2002-2003) : Tores Le Sage (13 épisodes)
  - Division d'élite (2004) : Lisa (saison 4, épisode 9)
- Wanda De Jesus dans :
  - Profiler (1996) : Catherine Evers (saison 1, épisode 8)
  - Les Experts : Miami (2002-2003) : l'inspecteur Adell Sevilla (10 épisodes)
  - Sons of Anarchy (2012) : Carla (saison 5)
- Vanessa Bell Calloway dans :
  - Division d'élite (2001) : Dana (saison 1, épisode 17)
  - Les Experts : Miami (2004) : Tonya Washington (saison 3, épisode 8)
  - The Vince Staples Show (2024) : Anita
- Arnetia Walker (en) dans :
  - New York Police Blues (1996) : Thelma Morris (saison 4, épisode 7)
  - Dynastie (2017-2022) : Luella Culhane (2e voix, 6 épisodes)
- Paula Abdul dans :
  - Les Muppets (1996) : Paula Abdul (saison 2, épisode 6)
  - Les Muppets Rock (en) (2023) : Paula Abdul (épisode 7)
- Caroline Rhea dans :
  - Sabrina, l'apprentie sorcière (1996-2003) : Hildegard « Hilda » Spellman (en) (142 épisodes)
  - Les Nouvelles Aventures de Sabrina (2020) : la Hilda Spellman de l'Infini (saison 4, épisodes 5 et 7)
- Lorraine Bracco dans :
  - Les Soprano (1999-2007) : Dr Jennifer Melfi (71 épisodes)
  - Rizzoli and Isles (2010-2016) : Angela Rizzoli (105 épisodes)
- Erika Alexander dans :
  - Sept à la maison (2005) : Lynn Miles (saison 9, épisode 20)
  - Esprits criminels (2009) : l'inspecteur Lynne Henderson (saison 4, épisode 22)
- Jeryl Prescott dans :
  - The Walking Dead (2010-2012) : Jacqui (6 épisodes)
  - Swamp Thing (2019) : Nimue Inwudu / Xanadu (en) (10 épisodes)
- Deneen Tyler dans :
  - Treme (2010-2012) : le sergent Percy Bechet (3 épisodes)
  - True Lies (2023) : Mme Myers
- Shelley Robertson dans :
  - Esprits criminels (2014) : l'inspectrice Dawn Rosenburg (saison 10, épisode 7)
  - High Potential (2024) : Winnie Ross (saison 1, épisode 1)
- Paula Jai Parker (en) dans :
  - Ray Donovan (2016) : Sylvie Starr (saison 4)
  - Eux (2021) : Hazel Emory (saison 1)
- BJ Harrison dans :
  - Maid (2021) : Denise (mini-série)
  - Inoubliable Ollie (en) (2022) : Flossie (mini-série)
- 1966 : Batman : Catwoman ou « La Femme Chat » (Julie Newmar) (2e voix)
- 1982-1989 : Falcon Crest : Melissa Agretti (Ana Alicia)
- 1983-1988 : Hôtel : Julie Gillette (Shari Belafonte)
- 1984 : Isaura : Rosa (Léa Garcia)
- 1985 : Huit, ça suffit ! : Mary Bradford (Lani O'Grady)
- 1987 : Malou : Malou (Regina Duarte)
- 1989-1993 : Code Quantum : plusieurs personnages (voix récurrente)
- 1991 : Columbo : Maxine Jarret (Penny Johnson) (saison 10, épisode 2)
- 1991-1993 : Les Sœurs Reed : Theodora « Teddy » Reed (Sela Ward)
- 1992-1996 : Le Prince de Bel-Air : Hilary Banks (Karyn Parsons) (146 épisodes)
- 1993 : Loïs et Clark : Carol Sherman (L. Scott Caldwell) (saison 1 épisode 9) et Mayson Drake (Farrah Forke) (saison 2)
- 1994 : Amoureusement vôtre : Janey Sinclair (Elise Neal)
- 1994-1999 : Sister, Sister : Lisa Landry (Jackée Harry) (119 épisodes)
- 1995-2001 : Urgences : Jackie Benton (Khandi Alexander) (29 épisodes)
- 1996-1999 : Poltergeist : Les Aventuriers du surnaturel : Alexandra Moreau (Robbi Chong) (87 épisodes)
- 1996-2001 : Troisième planète après le Soleil : Nina Campbell (Simbi Khali (en)) (134 épisodes)
- 1997-2002 : JAG : le lieutenant Élizabeth « Skates » Hawkes (Sibel Ergener Galindez) (9 épisodes)
- 1999 : Les Enquêtes du professeur Capellari : Susanne Weber (Annika Pages (de)) (saison 1, épisode 3)
- 2000 / 2002 : Un cas pour deux : Frau Gruber (Birgit Würz) (saison 20, épisode 4) et la procureure Katrin Horn (Claudine Wilde (de)) (saison 23, épisode 7)
- 2001-2002 : Ma famille d'abord : Janis, la femme de Larry (Heather Stone) (saison 2, épisode 11) et Wanda (Kym Whitley (en)) (saison 2)
- 2002 / 2006 : The Shield : Dottie Cummings (Marlene Warfield (en)) (saison 1, épisode 4), Karen Mitchell (Tyra Ferrell (en)) (saison 1, épisode 12), une politicienne (Andi Chapman) (saison 2, épisode 5) et Sadie Kavanaugh (Gina Torres) (saison 5, épisodes 8 et 10)
- 2002 / 2009 : Inspecteur Barnaby : Sandra Bradshaw (Gerda Stevenson (en)) (saison 5, épisode 1) et Brenda Packard (Anna Massey) (saison 12, épisode 3)
- 2003-2004 : Will et Grace : Liz (Madonna) (saison 5, épisode 21) et Ann (Tracey Ullman) (saison 6, épisode 14)
- 2005 : Charmed : Katia, le démon (Michelle Hurd) (saison 7, épisode 18)
- 2007 : Dr House : Elizabeth Stone (Michelle Gardner) (saison 3, épisode 12) et Alicia Foreman (Beverly Todd) (saison 3, épisode 20)
- 2008 : New York, unité spéciale : Dr Crosthwaite (Sharon Washington (de)) (saison 10, épisode 10)
- 2009 : Ghost Whisperer : le docteur (Fay Hauser) (saison 4, épisode 20)
- 2009 : Lie to Me : Aisha Ward (Deidrie Henry) (saison 1, épisode 7)
- 2011 : Body of Proof : Laura Chapman (Brenda Pressley) (saison 1, épisode 2)
- 2012-2014 : Drop Dead Diva : le juge Bev Holder (J. Karen Thomas (en)) (5 épisodes)
- 2013 : Hawaii 5-0 : Savannah Walker (Aisha Tyler) (saison 3, épisode 21)
- 2014-2017 : Gotham : Fish Mooney (en) (Jada Pinkett Smith) (28 épisodes)
- 2016 : Blindspot : Camila Solis (Rosa Arredondo) (saison 1, épisode 14)
- 2016 : Life in Pieces : Leigh (Debra Wilson) (saison 2, épisode 4)
- 2016-2021 : Van Helsing : Sarah / Doc (Rukiya Bernard (en)) (28 épisodes)
- 2017-2019 : Nola Darling n'en fait qu'à sa tête : Septima (Joie Lee) (11 épisodes)
- 2017-2023 : Grey's Anatomy : Diane Pierce (Latanya Richardson) (5 épisodes)
- 2018-2020 : The Chi : Miss Ethel Davis (LaDonna Tittle (en)) (16 épisodes)
- 2019 : Dear White People : Evelyn Conners (Yvette Nicole Brown) (saison 3, épisode 5)
- 2020-2021 : The Outpost : Yavalla (Jaye Griffiths) (saison 3)
- 2021 : Crime (en) : Trudi Lowe (Angela Griffin (en)) (6 épisodes)
- 2021 : Rebel : Lanalee « Lana » Ray (Tamala Jones)
- 2021-2022 : The Resident : Carol Austin (Summer Selby) (11 épisodes)
- 2021-2022 : Hacks : Loretta (Luenell Campbell) (4 épisodes)
- 2021-2023 : Your Honor : Big Mo (Andrene Ward-Hammond)
- depuis 2021 : Abbott Elementary : Barbara Howard (Sheryl Lee Ralph)
- depuis 2021 : The Equalizer : Robyn McCall (Queen Latifah)
- 2022 : Black Bird : Dr Amelia Hackett (Melanie Nicholls-King (en)) (mini-série)
- 2022 : Dahmer - Monstres : L'Histoire de Jeffrey Dahmer : Dana (Celestial) (mini-série)
- 2023 : Tiny Beautiful Things : Sondra (Conni Marie Brazelton (nl)) (épisode 4)
- 2023 : Good Omens : ? (?) (saison 2)
- 2024 : Nightsleeper : Nicola Miller (Pamela Nomvete (en)) (mini-série)
- 2024 : Cross : Regina Cross (Juanita Jennings)
- 2024 : Espion à l'ancienne : Florence Joanne Whistbrook (Margaret Avery)
- 2024 : Dune: Prophecy : Mère supérieure Raquella Berto-Anirul (Cathy Tyson (en))

#### Courts métrages
- 2013 : Bienvenue à Fantasia[12] de Lucas Stoll
- 2017 : On s'est fait doubler ![13] : la première voix de Léa (Laure Maloisel)
- 2021 : L’ÉTRANGE HISTOIRE DE MR.ANDERSON, LE FILM[14] : la mère de Jey
- 2022 : Livre des Étranges de David Da Cruz : narrateur

#### Séries d'animation
- 1985-1986 : Les Entrechats : Cléo
- 1986 : Lady Oscar : Jeanne de la Motte et Charlotte de Polignac
- 1987 : Rahan, fils des âges farouches : Naage (épisode 15)
- 1987-1991 : Nicky Larson : Mirna « Mimi » (voix principale), Irina (épisode 111), Raquel (épisode 112)
- 1989-1990 : Kimboo : Kita[15]
- 1989 : Grand Prix : Clara (2e voix) et Patricia
- 1994 : Batman : Griffe Rouge (2e voix)
- 1994-1999 : Animaniacs : Whoopi Goldberg (épisode 5), Mary Hartless (épisodes 34 à 36, 95 et 96), Mme Hoffelmeyer et Sharon Stone (épisode 96)
- 1995 : L'Histoire sans fin : Xayide la sorcière
- 1995-1999 : Timon et Pumbaa : Shenzi
- 1996-1997 : B't X : Aramis, Misha, Je T'aime et la mère de Teppei
- 1996-1999 : Les Babalous : Mme Fourchette et Miss Brosse à dents
- 1998 : Les Aventures de Skippy : l'assistante du professeur et la femme de Croco
- 1999 : Cybersix : Grizelda
- 1999 : Diabolik, sur les traces de la panthère : Ranavalona
- 2000 : Chris Colorado : Rebecca Wong
- 2000 : Spy Groove : Helena Troy
- depuis 2000 : Les Griffin : Loïs Griffin, Barbara Pewterschmidt (1re voix), Tricia Takanawa, Loretta Brown, Connie d'Amico (saisons 1-6), Jillian Russel (saisons 9-11), Consuela (parfois), Whoopi Goldberg
- 2003 : Les plus beaux contes d'Andersen : voix additionnelles
- 2003-2016 : Corneil et Bernie : Jenny, Martha (2e voix, saison 2), Régina (saison 2) et voix additionnelles (saison 2)
- 2006-2007 : Death Note : Rem
- depuis 2006 : American Dad! : Francine Smith
- 2007 : Faireez : Jumpalina
- 2007 : Mama Mirabelle : Mama Mirabelle
- 2013-2014 : Sabrina, l'apprentie sorcière : Hilda Spellman
- 2014[16] : JoJo's Bizarre Adventure : Stardust Crusaders : Whoopi Goldberg
- 2014-2020 : Les As de la jungle à la rescousse : Natasha
- 2017-2019 : Paprika : le shérif Coquille
- 2018 : Zafari : Renalda
- 2018-2021 : Black Clover : Vanessa Enoteca
- 2019 : La Petite Mort : Mémé Mort (web-série)
- 2019 : The Promised Neverland : Sarah (grand-mère)
- 2019 : Scooby-Doo et Compagnie : Whoopi Goldberg (saison 1, épisode 14)
- 2020 : Solar Opposites : Aisha (saison 1, épisodes 3 et 8)
- 2021 : M.O.D.O.K. : Poundcakes [n 6] (épisode 4)
- 2021 : What If...? : Ramonda[10] (saison 1, épisode 6)
- 2021-2024 : Arcane : Ambessa Medarda
- 2022 : Star Trek: Prodigy : DaiMon Nandi (saison 1, épisodes 7 et 8)
- 2023 : Agent Elvis : Bertie
- 2023 : Ariol : ?
- 2023 : Imago : Jedda
- 2024 : Wakfu : Astra, la reine de Bonta (saison 4, création de voix)
- 2024 : Creature Commandos : Amanda Waller[n 10]
- 2024 : Véra : Dr Edna Perdue[n 11] (saison 2)

#### Documentaires
- 1990 : The Civil War : voix diverses
- 2015 : What Happened, Miss Simone? : Nina Simone
- Depuis 2018 : Tattoo Cover : narration.
- 2019 : Des bêtes et des sorcières

### Jeux vidéo
- 1996 : Mais où se cache Carmen Sandiego ? : la cheffe (Lynne Thigpen)
- 1997 : Blade Runner : voix additionnelles
- 1999 : Dracula : Résurrection : Barina, Zalina
- 2004 : World of Warcraft : diverses voix de naines, trolls et orcs
- 2006 : The Elder Scrolls IV: Oblivion : les Argoniennes et Khajitts féminins
- 2006 : Kingdom Hearts 2 : la fée Flora et Shenzi
- 2007 : Pirates des Caraïbes : Jusqu'au bout du monde : Tia Dalma / Calypso
- 2009 : League of Legends : la voix-off et la voix de Vayne
- 2009 : Fallout 3: Mothership Zeta : Somah
- 2012 : Guild Wars 2 : Marjory Delaqua
- 2012 : Destiny : Eris Morn
- 2013 : Tomb Raider : Reyes
- 2013 : BioShock Infinite : Divers personnages féminins
- 2013 : Disney Infinity : Tia Dalma
- 2013 : Divinity: Dragon Commander : Aida
- 2014 : The Elder Scrolls Online : divers personnages féminins (Bruscilla à Métaye-la-vieille, Rienallah à Alten Meerhleel [Tourbevase])
- 2014 : Alien: Isolation : Dr Lingard
- 2015 : Tom Clancy's Rainbow Six: Siege : vidéo de présentation de l'agent Twitch et Six
- 2015 : StarCraft 2: Legacy of the Void : la conservatrice Rohana
- 2016 : Hearthstone : les murmures des Dieux très Anciens[17]
- 2016 : Deus Ex: Mankind Divided : divers personnages féminins
- 2017 : Mass Effect: Andromeda : Dr Aridana
- 2017 : Destiny 2 : Eris Morn
- 2017 : Horizon Zero Dawn : Gaïa
- 2017 : Cars 3 : Course vers la victoire : Louise Nash
- 2018 : Just Cause 4 : Izzy
- 2020 : Star Wars: Squadrons : la commandante Sloane
- 2022 : Horizon Forbidden West : Gaïa
- 2023 : Diablo IV : Prava
- 2024 : Suicide Squad: Kill the Justice League : Amanda Waller
- 2024 : League of Legends : Ambessa
- 2025 : Monster Hunter Wilds : Patapêche

### Direction artistique
En parallèle à son activité de comédienne, Maïk Darah œuvre aussi en tant que directrice artistique ponctuellement,,.
Films
- 2000 : Parloir (en)
- 2005 : Bad Girls from Valley High (en)
- 2006 : American Girls 3
- 2009 : American Girls 5 : Que la meilleure gagne !
- 2014 : About Last Night

Séries télévisées
- 1990-2010 : New York, police judiciaire (avec Roger Lumont et Catherine Lafond)
- 2001-2005 : Ma famille d'abord (avec Ninou Fratellini)
- 2014-2015 : Night Shift (saison 1)
- 2017-2021 : Atypical

Séries d'animation
- 1995-1996 : Dumb and Dumber
- 1998-2004 : Les Supers Nanas (avec Anne Rochant)

Téléfilms
- 2000 : Mon autre frère
- 2004 : Crimes of Fashion (en)
- 2009 : Mafia Love Story
- 2009 : Un crime à la mode
- 2009 : Seule face à l'injustice
- 2009 : Le Secret d'une vie
- 2010 : Intime Conviction
- 2012 : 23 Ans d'absence
- 2012 : Six femmes (en)
- 2013 : La Dernière Prétendante
- 2013 : Le Bonheur au pied du sapin
- 2013 : Le père Noël prend sa retraite
- 2013 : Star Spangled Banners
- 2013 : Le Tueur à la poupée
- 2014 : American Star
- 2014 : Il était une foi
- 2014 : Le Choix du cœur
- 2014 : Les Ondes de Noël
- 2014 : Le Voyage d'une vie

Documentaires
- 2008 : Le Clan des suricates : L'aventure commence
- 2021 : Le Clan des suricates : Nouvelle génération

## Voix off
- 2021 : L'Étrange Histoire de Mr. Anderson : la mère de Laylow

### Publicités
- Febreze
- L'Oréal Coloration Féria Pure Gold
- Pochette cadeau 100.000f Française des jeux
- IBM
- Shark Power Detect (2024) : Courteney Cox

Émissions
Tattoo Cover